# Lanzagranadas Tipo 89
El Tipo 89 era un lanzagranadas o mortero ligero japonés utilizado ampliamente en la Segunda Guerra Mundial.

## Antecedentes
El Ejército Imperial Japonés, notando que las granadas eran armas de corto alcance, inició trabajos para optimizar estas armas para su uso en combates cerrados de infantería. Luego de estudiar el empleo de granadas y morteros en el campo de batalla, el Ejército desarrolló granadas de mano, granadas de fusil y lanzagranadas/morteros apropiados para la guerra en ambientes en los que primaba el combate de corto alcance, como áreas edificadas, trincheras y junglas.
Como parte de este esfuerzo, el Ejército Japonés había adoptado hacia 1932 una serie de granadas de fragmentación con adaptabilidad casi universal. La granada de fragmentación Tipo 91 podía ser arrojada manualmente o disparada desde un lanzagranadas/mortero, el Tipo 89.

## Diseño y operación

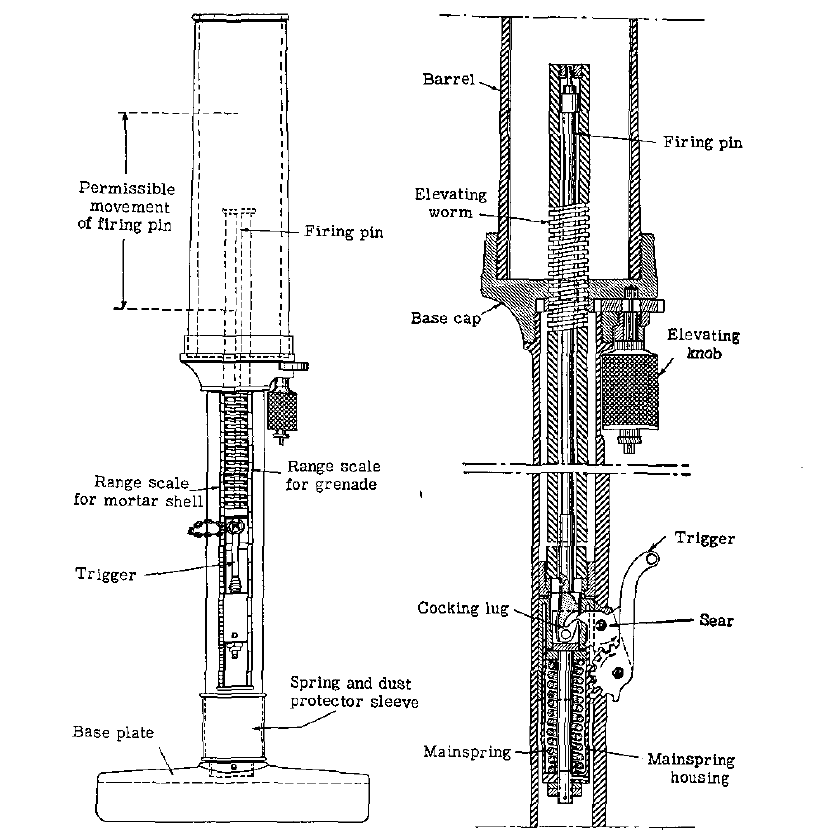
Diagrama del Tipo 89.

El Tipo 89 entró en servicio en 1929, y difiere del anterior Tipo 10 en que tiene un cañón estriado. El Tipo 89 podía disparar dos tipos de granadas: la Tipo 91, que era una granada de fragmentación normal para la infantería adaptada para el lanzador, y la granada Tipo 89 de 50 mm, detonada por impacto y con una carga explosiva considerablemente más potente.
Cuando era disparada por el lanzagranadas Tipo 89, la granada Tipo 91 incluía una carga propulsora y una espoleta de tiempo. No explotaba al impacto, pero estaba diseñada para que la mecha se activara en el aire. Un pequeño resorte dentro del mecanismo de la granada permitía que la aguja percutora se desplazara hacia atrás al lanzarse, activando una mecha de tiempo de 7 u 8 segundos. Usando este sistema, las granadas Tipo 91 podían ser lanzadas a través de la jungla o por pequeñas aberturas evitando el riesgo de una detonación prematura en caso de que la granada golpeara algún objeto en su camino al blanco. Aunque el Tipo 89 podía ser disparado por un solo soldado, era usualmente empleado por un equipo de 3 y así lograba una cadencia de unas 25 granadas por minuto.
El arma también podía usar una granada más potente con espoleta de impacto que le daba una efectividad cercana a la de un mortero ligero. Con un peso de aproximadamente 900 g, era conocida como Granada Tipo 89 de 50 mm, y se fabricaba con carga explosiva, incendiaria o fumígena. Para disparar esta granada, se la dejaba caer con la base hacia abajo por el tubo del lanzador. Al poner el lanzador en un ángulo de 45° y cambiar el tamaño de la recámara, los soldados japoneses podían ajustar el fuego contra varios blancos a diferentes distancias desde espacios entre los árboles, trincheras o edificios. Este método funcionaba igualmente bien al disparar desde trincheras profundas o pozos, o entre varios edificios al luchar en un pueblo o ciudad.
Con su base curva, el Tipo 89 fue diseñado para ser apoyado en el suelo o contra un tronco a un ángulo fijo de 45°. Sin embargo, como usaba un percutor impulsado por resorte, en una emergencia podía ser disparado contra blancos puntuales si se lo sostenía horizontalmente contra objetos como árboles o edificios.

## Uso en combate

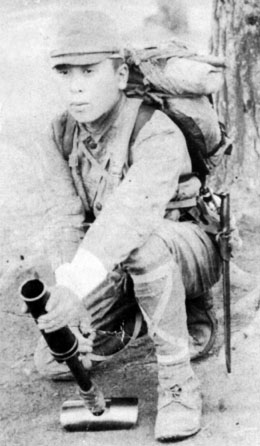
Un soldado japonés demuestra el uso del arma.

El lanzagranadas Tipo 89 fue utilizado en combate por primera vez durante la segunda guerra sino-japonesa y en la Batalla de Jaljin Gol. En la Segunda Guerra Mundial, el arma fue usada en Birmania, China y las islas del Pacífico. Las tropas aliadas pronto aprendieron a arrojarse al suelo al oír el característico ‘pop’ del disparo del arma. Algunos soldados aliados erróneamente asumieron que el lanzagranadas estaba pensado para apoyarse en la pierna y lo llamaron "mortero de rodilla". Sin embargo, si un soldado lo disparaba desde la pierna, el fuerte retroceso le causaba un severo hematoma (y en ocasiones fractura de fémur).
Los japoneses nunca diseñaron una ojiva de carga hueca o antitanque para la granada Tipo 89 de 50 mm, lo cual significó una seria deficiencia para un ejército que carecía de armas antitanque portátiles. Aun así, el arma y su munición causaron muchas bajas chinas y luego aliadas al comienzo de la Segunda Guerra Mundial. Si Japón hubiese podido superar los desperfectos de sus diseños de explosivos y procesos de fabricación, y hubiese producido y puesto en servicio una granada antitanque efectiva para el Tipo 89, el lanzagranadas podría haber retrasado significativamente el avance aliado en el Pacífico y en los teatros de China, Birmania e India.
Después de la Segunda Guerra Mundial, el lanzagranadas Tipo 89 fue empleado contra las fuerzas holandesas por el Ejército Nacional Indonesio y las milicias durante la Revolución indonesia. También fue empleado por las fuerzas comunistas durante la guerra civil china y la guerra de Corea. Algunos también fueron empleados por el Việt Minh durante la guerra de Indochina y por el Viet Cong durante la guerra de Vietnam.

## Especificaciones
- peso del proyectil: 793 g.

## Munición
- Granada de mortero Tipo 89 de 50 mm. Alto poder explosivo. Detonada por impacto.
- Granada de fragmentación Tipo 91. Mecha de 7 segundos activada en vuelo.
- Granada de práctica Tipo 94 de 50 mm
- Granada de humo. Peso: 0,9 kg incluyendo 0,11 kg de mezcla fumígena.
- Granada incendiaria. Peso: 0,57 kg incluyendo 0,32 kg de carga incendiaria.

## Galería

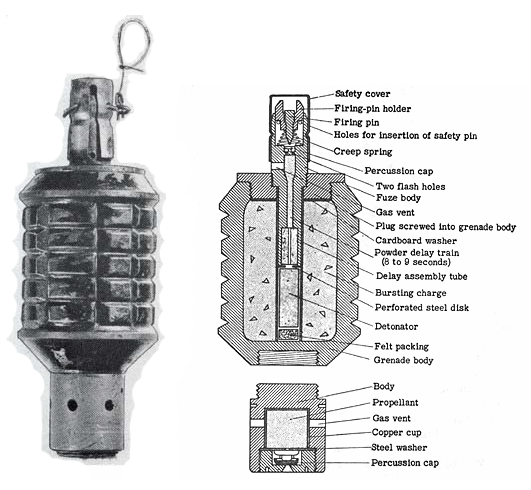
Granada Tipo 91.
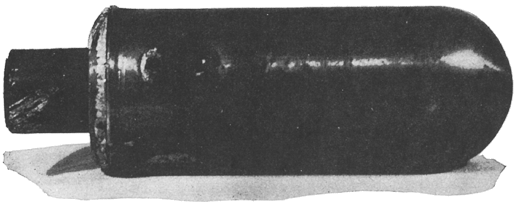
Granada Tipo 89 de 50 mm, incendiaria.
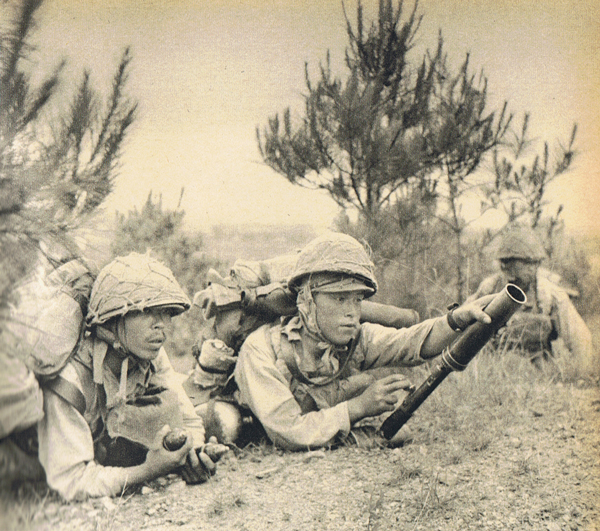
Soldados japoneses con un lanzagranadas Tipo 89 en la Provincia de Zhèjiāng, China (1942).